# Tarascon, Bouches-du-Rhône
Tarascon är en kommun i departementet Bouches-du-Rhône i regionen Provence-Alpes-Côte d'Azur i sydöstra Frankrike. Kommunen ligger i kantonen Châteaurenard som ligger i arrondissementet Arles. År 2022 hade Tarascon 15 525 invånare.
Tarascon bildar tillsammans med den jämnstora orten Beaucaire, som ligger på motsatt sida floden, ett storstadsområde med 28 000 invånare (2005).

## Borgen
Den senmedeltida borgen i Tarascon från 1401–1449 är byggd som en donjon, en hög försvarsanläggning där tornen och bostadsdelen dragits upp till samma höjd och bildar ett drygt 40 m högt block vid floden Rhônes strand. Uppförandet av borgen inleddes av Ludvig II av Anjou, fortsattes av hans son Ludvig III av Anjou och avslutades av dennes bror René I av Neapel. Den omvandlades till fängelse på 1600-talet och övertogs av staten 1932.

## Befolkningsutveckling
| Befolkningsutvecklingen i Tarascon 1968–2021 | Befolkningsutvecklingen i Tarascon 1968–2021 | Befolkningsutvecklingen i Tarascon 1968–2021 | Befolkningsutvecklingen i Tarascon 1968–2021 | Befolkningsutvecklingen i Tarascon 1968–2021 |
| -------------------------------------------- | -------------------------------------------- | -------------------------------------------- | -------------------------------------------- | -------------------------------------------- |
|                                              |                                              |                                              |                                              |                                              |
| År                                           |                                              |                                              | Folkmängd                                    |                                              |
| 1968                                         | 1968                                         |                                              | 10 584                                       |                                              |
| 1975                                         | 1975                                         |                                              | 10 365                                       |                                              |
| 1982                                         | 1982                                         |                                              | 10 735                                       |                                              |
| 1990                                         | 1990                                         |                                              | 10 826                                       |                                              |
| 1999                                         | 1999                                         |                                              | 12 668                                       |                                              |
| 2007                                         | 2007                                         |                                              | 13 177                                       |                                              |
| 2015                                         | 2015                                         |                                              | 15 056                                       |                                              |
| 2021                                         | 2021                                         |                                              | 15 423                                       |                                              |